# ذكرية (طائفة)
المذهب الذكري (أيضًا الذكرية) هي أقلية مهدية تتواجد أساسًا في إقليم بلوشستان الشرقية (باكستان). يتبعون ممارسات صلاة مختلفة ويعتقدون أن المهدي قد جاء بالفعل. اسم ذكري يأتي من الكلمة العربية الذكر.
تعرضوا لبعض الهجمات الطائفية منذ ما قبل تأسيس باكستان، وأدت الهجمات الأخيرة وانعدام الأمن إلى هجرة البعض من بلوشستان إلى المدن الباكستانية.

## الأصول والمعتقدات

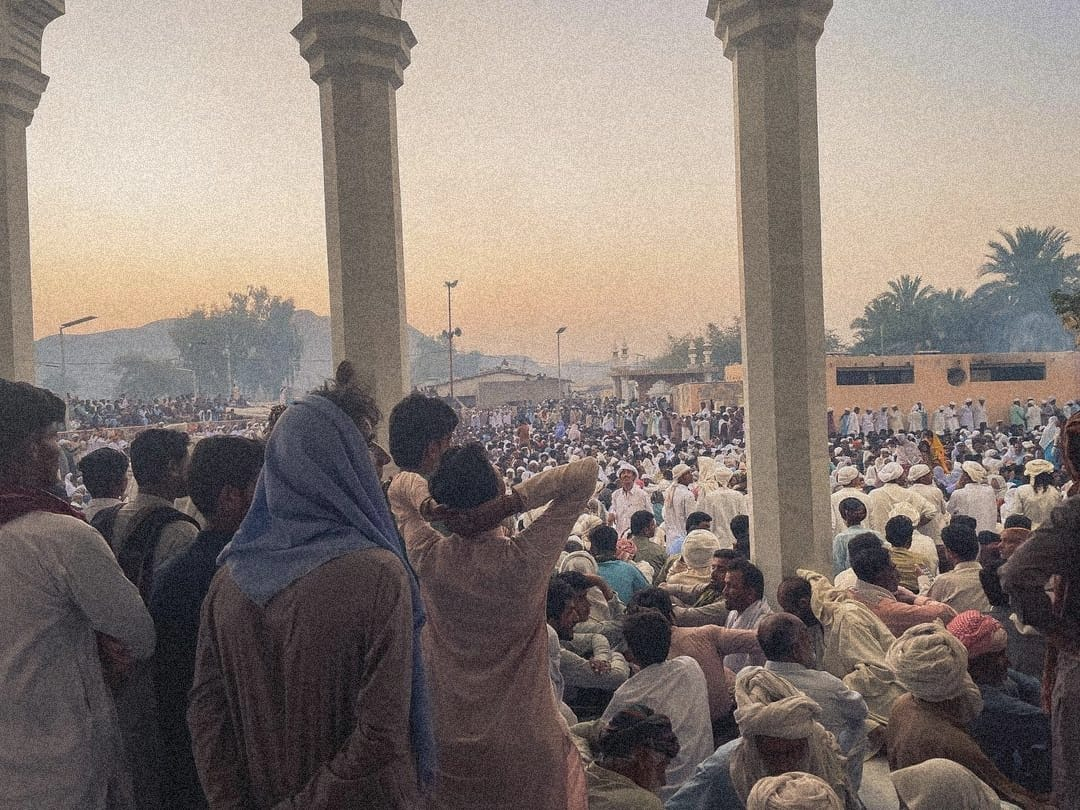
صورة للبلوش الذكريون

تطورت عقيدة الذكريون في مكران في أواخر القرن السادس عشر. يؤمن الذكريون بشخصية المهدي المعروفة باسم نور باك ، أو "النور النقي". يعتقد الذكريون أن نور باك سار على الأرض قبل آدم وسيعود في نهاية الأيام لاستعادة الإسلام الحقيقي "الذي حرفه أهل السنة".

## التاريخ
قال شاه محمد مري، وهو مؤرخ بلوشي معروف: "إنهم بلوش خالصون، وهم بسطاء، ومتسلقو الجبال الأصليون، والرعاة، والبدو، الذين تقليديًا لا يهتمون كثيرًا بتقسيم المعتقدات الروحية".
وبما أن الذكريين موجودون في الغالب بين البلوش، فقد عاشوا بسلام وانسجام جنبًا إلى جنب مع البلوش السنة. تاريخياً، لم يكن هناك سوى القليل من التوتر ــ إن وجد ــ بين الطرفين باستثناء أثناء الغزو الكبير الأول لأراضي البلوش الذكريون على يد نوري ناصر خان، في الفترة من 1749 إلى 1795.
أما معتقدات الذكريون فيقولون إنهم لا يؤذون أحداً، لأن دينهم ليس ديناً تبشيرياً. كما أنها لا تتعارض مع أي شيء.
وقال السيد جيشكي: "إن ديانة وأصل الذكريون غير معروفين على الرغم من أن بعض الباحثين يقولون إن مؤسس الطائفة إما جاء من أتوك (البنجاب) أو حيدر أباد (السند)"، مضيفًا: "في تقديري، (الذكرية) محلية. والسبب هو أن البلوش الذكريون يعتقدون أن كوه مراد هو المكان الذي تلقوا فيه الإلهام الديني وجميع أماكن عبادتهم موجودة في كيتش ومكران. لذا، في هذا السياق، يمكن القول بأن أصلهم من مكران نفسها.

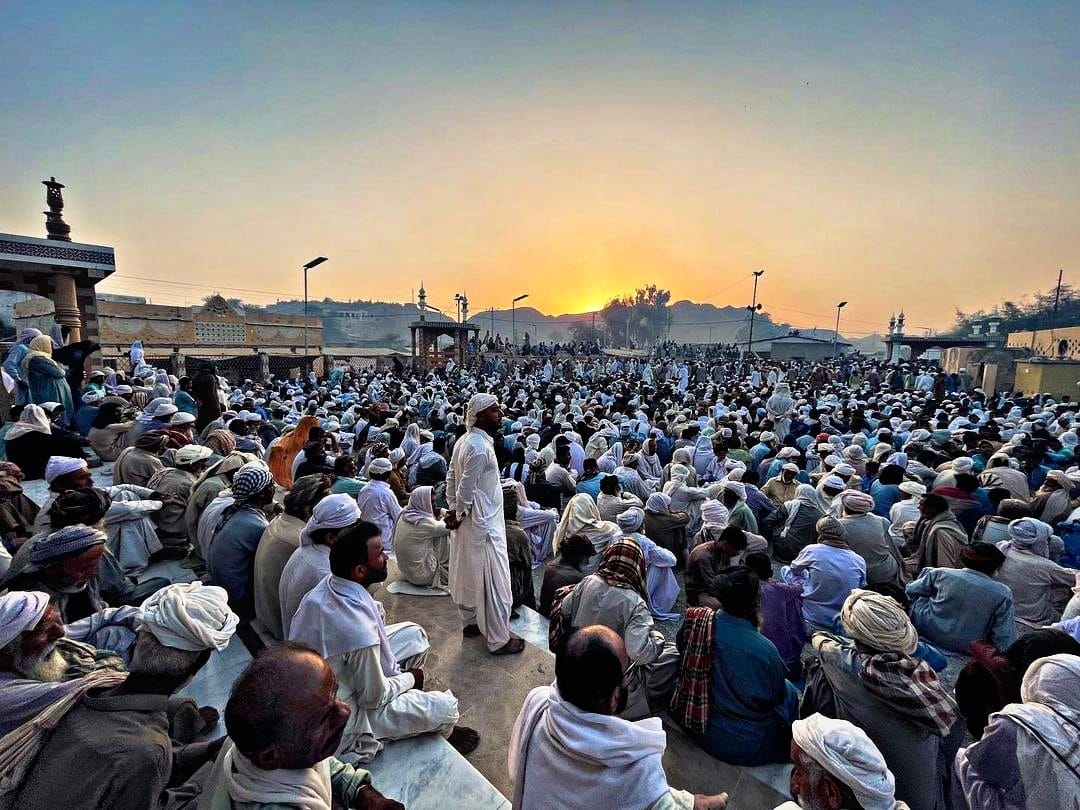
صورة للبلوش الذكريون

في القرن الثامن عشر تحت حكم مير ناصر خان، الحاكم المسلم السني لدولة بلوشستان. دمرت سجلاتهم الدينية والتاريخية ونقلت المعلومات الباقية عن طريق التقليد الشفهي والكتابات غير الذكرية.
شن ناصر خان حربًا عليهم مما أسفر عن مقتل 35 ألف من الذكريون، في فترة عرفت باسم حرب زكري-نمازي. أصبح الإسلام السني هو الدين السائد في بلوشستان، حيث يعيش الزيكريون المعاصرون في المناطق النائية.
بعد تأسيس باكستان، تعرضوا لبعض الهجمات الطائفية، ولبعض الهجمات من الجماعات الجهادية في المنطقة. أفتى العديد من علماء السنة في باكستان أن الذكريون لا يُعدوا من المسلمين. في التسعينيات، ودعا متظاهرون إلى تدمير مزار لهم.